# Josep Clotet Ruiz
Josep Clotet Ruiz (Igualada, 28 de abril de 1977), conocido como Pep Clotet, es un exfutbolista y entrenador español. Actualmente se encuentra sin club. 

## Trayectoria

### Primeros años
Nacido en Barcelona, Cataluña Clotet sólo aparecía para los aficionados locales CF Igualada como jugador. Se convirtió en entrenador cuando aún tenía 20 años, comenzando con la UE Cornellà y luego pasando a los equipos juveniles del RCD Espanyol.
Clotet comenzó la temporada 2006-07 con otro equipo en su región natal, la UE Figueres, siendo despedido después de solo nueve partidos, ya que finalmente sufrieron el descenso de la Segunda División B. Posteriormente volvió a su anterior club, todavía a cargo de los juveniles.
Comenzó su trayectoria como entrenador en la U. D. Montserrat Igualada. Durante el 2010 fue ayudante de Roland Nilsson en el Malmö FF, con el que obtuvo el título de campeón de liga y al que había llegado procedente del filial del R. C. D. Espanyol. Su papel en el Malmö, donde se le consideraba el "cerebro" de su estilo ofensivo, le abrió las puertas del Halmstads BK, otro equipo del sur de Suecia y rival de su ya anterior club.
Clotet volvió al fútbol senior en la campaña 2009-10 con el RCD Espanyol B. Corrió la misma suerte que en su experiencia anterior: fue despedido después de la séptima ronda y el equipo descendió.

### Suecia y Noruega
Clotet trabajó en Suecia durante dos años, comenzando como asistente de Roland Nilsson en Malmö FF, quien ganó la Allsvenskan en 2010. Luego se unió al club de la liga Halmstads BK como entrenador, terminando 16.º y último en la Allsvenskan 2011.
El 20 de septiembre de 2011, Clotet se incorporó al Viking FK como entrenador en la trastienda del nuevo entrenador Åge Hareide para la temporada 2012. Después de que Hareide fuera despedido y Kjell Jonevret fuera designado como su reemplazo, se fue para buscar un nuevo desafío.

### Málaga
El 11 de julio de 2012, Clotet fue nombrado entrenador del club de Tercera División Atlético Malagueño. Allí, ayudó a desarrollar a varios jugadores que llegarían al primer equipo poco después; su progreso se vio favorecido por la inestable situación económica de Málaga. Dejó el club después de solo una temporada, sin poder lograr el ascenso.

### Swansea City
El 19 de noviembre de 2013, Clotet fue nombrado consultor de la academia en Swansea City como parte del cuerpo técnico de Michael Laudrup. En mayo del año siguiente, fue ascendido a entrenador asistente de Garry Monk.
En noviembre de 2015, a Clotet se le ofreció el puesto de entrenador en Brentford, pero rechazó la oferta por lealtad a Monk. Dejó su puesto en el club galés el 9 de diciembre de ese año junto a los entrenadores del primer equipo James Beattie y Kristian O'Leary, tras el despido de Monk.

### Leeds United
El 13 de junio de 2016, Clotet se unió al personal de Monk en el Leeds United como entrenador asistente. El 25 de mayo de 2017, después de que la pareja llevará al equipo al séptimo lugar en el Championship 2016-17, Monk renunció. Un mes más tarde, tras el nombramiento como técnico de Thomas Christiansen, que pretendía traer a su propia trastienda, el director de fútbol Victor Orta confirmó que Clotet quería marcharse para buscar un nuevo desafío.

### Oxford United
Clotet fue nombrado entrenador del Oxford United el 1 de julio de 2017. Fue despedido el 22 de enero de 2018, con un récord de 12 victorias en 36 partidos a cargo.

### Birmingham City
A mediados de esa temporada, se reúne de nuevo con Garry Monk en el Birmingham, de nuevo como asistente, formando una vez más una de las duplas más valoradas y consideradas en los banquillos de Inglaterra. El día 20 de junio de 2019, y tras la marcha de Monk, Clotet asume el cargo de entrenador del Birmingham. Antes de la reunión de noviembre entre Birmingham y el nuevo club de Monk, Sheffield Wednesday, Monk afirmó que había cometido un "error de juicio" al trabajar con Clotet, sugirió que no era digno de confianza y se negó a estrecharle la mano.
Después de seis meses, durante los cuales Clotet comenzó a implementar la filosofía futbolística de la directiva y demostró "experiencia de entrenador, habilidades de gestión de hombres y liderazgo, aliadas a una conducta profesional ejemplar", e integró al joven de 16 años Jude Bellingham en un papel regular en el primer equipo, fue nombrado entrenador de forma permanente. Eligió como asistente a Paco Herrera, con quien ya coincidió en su etapa en el Espanyol. Dos meses con solo una victoria en la liga al final del año fueron seguidos por la llegada del delantero Scott Hogan, cuyo regreso a la forma provocó una racha de diez partidos sin perder a principios de 2020 que dejó al equipo en el puesto N°16 de la tabla cuando el fútbol fue suspendido debido a la pandemia de COVID-19.
El 8 de junio, Clotet confirmó que dejaría el club al final de la temporada para "explorar otras oportunidades como entrenador", pero tras una serie de malos resultados, se fue de mutuo acuerdo el 8 de julio a falta de cuatro partidos de la temporada.

### Brescia
El 6 de febrero de 2021, se hace oficial su fichaje por el Brescia Calcio, propiedad de Massimo Cellino, su expresidente en el Leeds United. Guio a Brescia a la clasificación para los playoffs de ascenso, donde fueron eliminados en la primera ronda por el Cittadella. Posteriormente, Clotet y Brescia se separaron al final de la temporada.

### SPAL
El 2 de julio de 2021, Clotet fue presentado oficialmente como el nuevo entrenador del club italiano de la Serie B SPAL. Fue destituido de sus funciones directivas el 5 de enero de 2022, dejando a SPAL tres puntos por encima de la zona de descenso.

### Regreso al Brescia
El 18 de junio de 2022, se hace oficial su regreso al Brescia Calcio hasta el año 2024. Después de un buen comienzo de temporada, Clotet experimentó una racha negativa de resultados en diciembre, dejando al Brescia fuera de la zona de descenso y provocando su destitución el 21 de diciembre de 2022. Sin embargo, el 16 de enero de 2023, Clotet fue reintegrado como entrenador con efecto inmediato, solo para ser despedido nuevamente menos de un mes después, el 6 de febrero, después de que no logró mejorar los resultados del equipo.

### Torpedo Moscú
El 28 de marzo de 2023, Clotet fue nombrado entrenador del club ruso Torpedo Moscú y firmó hasta final de la temporada con opción a una más.El 13 de mayo, el club perdió su quinto partido de liga consecutivo y quedó sus posibilidades de evitar el descenso directo.El inicio de la temporada 2023-24 también estuvo por debajo de las expectativas, con cinco victorias y cinco derrotas en los primeros 12 partidos por lo que en octubre de 2023 fue destituido de su cargo.

### Triestina
El 21 de octubre de 2024, Clotet regresó a Italia y aceptó el puesto de entrenador del Triestina.El 8 de noviembre, después de que Raimonds Krollis fuera expulsado, se enfrentó físicamente a él cuando este regresaba a la banda, agarrándolo por el cuello y empujándolo. En una conferencia de prensa tras la derrota, explicó que su reacción estaba justificada debido a la naturaleza de la tarjeta roja de su dirigido y que le había dicho que ya no jugaría para el club mientras él fuera el entrenador.El 27 de noviembre, fue despedido de su cargo luego de no revertir los malos resultados del club.

## Trayectoria como entrenador
| Club                                 | País       | Año        |
| ------------------------------------ | ---------- | ---------- |
| U. E. Cornellà                       | España     | 2001-2003  |
| R. C. D. Espanyol Juvenil            | España     | 2004-2006  |
| U. E. Figueres                       | España     | 2006-2007  |
| R. C. D. Espanyol Juvenil            | España     | 2007-2008  |
| R. C. D. Espanyol "B"                | España     | 2008-2010  |
| Malmö FF (segundo entrenador)        | Suecia     | 2010       |
| Halmstads BK                         | Suecia     | 2011       |
| Viking FK                            | Noruega    | 2012       |
| Atlético Malagueño                   | España     | 2012- 2013 |
| Swansea City (segundo entrenador)    | Inglaterra | 2015-2016  |
| Leeds United (segundo entrenador)    | Inglaterra | 2016-2017  |
| Oxford United                        | Inglaterra | 2017-2018  |
| Birmingham City (segundo entrenador) | Inglaterra | 2018-2019  |
| Birmingham City                      | Inglaterra | 2019-2020  |
| Brescia Calcio                       | Italia     | 2021       |
| SPAL                                 | Italia     | 2021-2022  |
| Brescia Calcio                       | Italia     | 2022       |
| Brescia Calcio                       | Italia     | 2023       |
| Torpedo Moscú                        | Rusia      | 2023       |
| Triestina                            | Italia     | 2024       |